# Geissois denhamii
Geissois denhamii là một loài thực vật có hoa trong họ Cunoniaceae. Loài này được Seem. mô tả khoa học đầu tiên năm 1866.